# Попельное (Николаевская область)
Попельное (укр. Попільне) — село в Березанском районе Николаевской области Украины.
Население по переписи 2001 года составляло 181 человек. Почтовый индекс — 57410. Телефонный код — 5153. Занимает площадь 0,397 км².

## Местный совет
57400, Николаевская обл., Березанский р-н, пгт Березанка, ул. Центральная, 86